# Geomyza zumetae
Geomyza zumetae är en tvåvingeart som beskrevs av Miguel Carles-Tolrá 1995.
Geomyza zumetae ingår i släktet Geomyza och familjen gräsflugor. Artens utbredningsområde är Spanien. Inga underarter finns listade i Catalogue of Life.